# Siv Mossleth

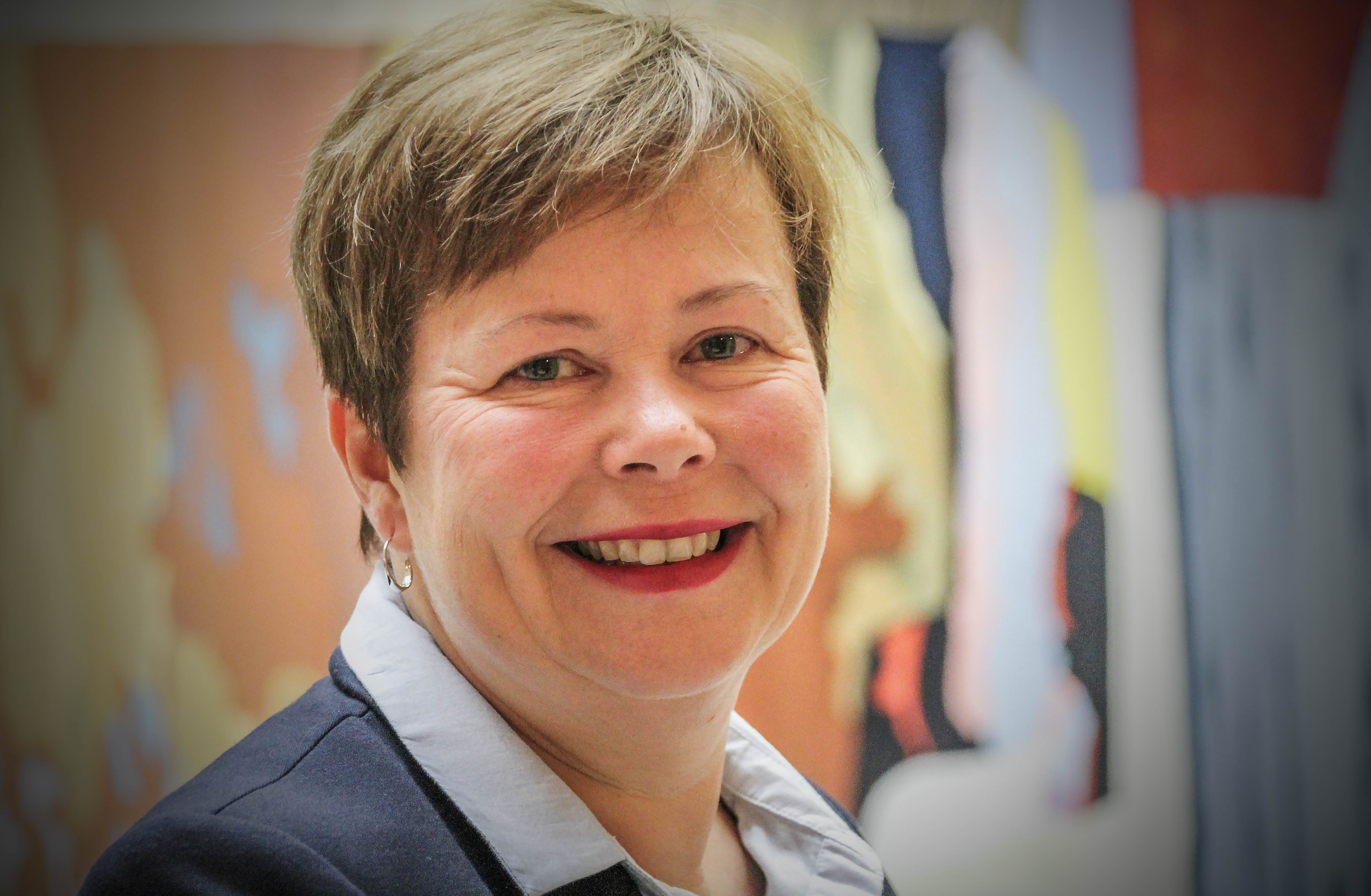
Siv Mossleth, 2017

Siv Mossleth (* 4. April 1967) ist eine norwegische Politikerin der Senterpartiet (Sp). Seit 2017 ist sie Abgeordnete im Storting.

## Leben
Mossleth hat beruflichen Hintergrund unter anderem im Bereich der Landwirtschaft. Von 2011 bis 2015 fungierte sie als stellvertretende Bürgermeisterin der Kommune Saltdal, davor war sie bereits ab 1999 Mitglied im Kommunalparlament der Gemeinde. Ab 2015 saß sie außerdem im Fylkesting der Provinz Nordland.
Bei der Parlamentswahl 2017 zog sie erstmals in das norwegische Nationalparlament Storting ein. Dort vertritt sie den Wahlkreis Nordland und wurde Mitglied im Transport- und Kommunikationsausschuss. Nach der Wahl 2021 wechselte Mossleth in den Energie- und Umweltausschuss. Im Oktober 2023 ging sie in den Gesundheits- und Pflegeausschuss über.